# Le cronache di Narnia: Il principe Caspian (videogioco)
Le cronache di Narnia: Il principe Caspian (The Chronicles of Narnia: Prince Caspian) è un videogioco del 2008 prodotto dalla Disney, il videogioco narra i racconti dei film Le cronache di Narnia - Il leone, la strega e l'armadio e Le cronache di Narnia - Il principe Caspian.
Il videogame è stato distribuito per le console Xbox 360, PlayStation 3, Nintendo Wii, PlayStation 2, Windows e Nintendo DS.

## Trama
Chiamati dal Principe Caspian, legittimo erede al trono di Narnia, i quattro piccoli eroi (Susan, Peter, Lucy e Edmund) devono ancora una volta portare la pace nel regno di Narnia e far trionfare il bene sconfiggendo le truppe del malvagio Re Miraz, che vuole invece tenersi il trono per sé.

## Produzione
Il gioco è stato girato con scene inedite a Praga sul set del film mentre venivano realizzate le principali riprese del kolossal.